# Публий Сульпиций (народный трибун)
Пу́блий Сульпи́ций (лат. Publius Sulpicius; 124/123 — 88 годы до н. э.) — римский политический деятель, военачальник и оратор, народный трибун 88 года до н. э. В 90-е годы до н. э. снискал известность своими выступлениями в суде; в 91 году принадлежал к окружению Марка Ливия Друза, пытавшегося провести серию реформ. Во время Союзнической войны успешно действовал против восставших италиков.
В начале своего трибуната помешал Гаю Юлию Цезарю Страбону Вописку получить должность консула. В дальнейшем Публий Сульпиций выдвинул ряд законопроектов, предполагавших распределение вольноотпущенников и только что получивших римское гражданство италиков по всем трибам для того, чтобы уравнять их в правах со «старыми гражданами», а также возвращение в Рим изгнанников, исключение из сената всех обладателей больших долгов и передачу командования в Первой Митридатовой войне Гаю Марию. Эта программа оценивается в источниках как антисенатская и популярская. В ответ на законы Сульпиция Луций Корнелий Сулла поднял мятеж и занял Рим, что стало началом гражданских войн. Публий Сульпиций был объявлен вне закона и вскоре пал от руки убийцы.
В конце 90-х — начале 80-х годов до н. э. Публий Сульпиций считался наиболее перспективным из молодых ораторов Рима.

## Происхождение
Почти все источники, упоминающие Публия Сульпиция, называют только преномен и номен. Есть одно исключение — Валерий Максим, согласно которому у Публия был когномен Руф (Rufus — «рыжий»). Это фамильное прозвище действительно носили, начиная с IV века до н. э., некоторые представители рода Сульпициев, но все они были патрициями. В связи с этим в историографии появилась гипотеза, что Публий тоже был патрицием по рождению, но перешёл в плебеи из политических соображений — чтобы занять должность народного трибуна. В этом случае он принадлежал к одному из знатнейших семейств Рима, представители которого регулярно занимали высшие должности Республики с 500 года до н. э. Согласно другой версии, впервые высказанной французским антиковедом В. Дюрюи в 1880 году, Публий принадлежал по рождению к плебейской ветви gens Sulpicia и не имел когномена. Наконец, есть третий вариант, предполагающий и наличие когномена, и изначальную принадлежность Публия Сульпиция к плебсу.
Корнелий Непот упоминает брата Публия Сульпиция, Сервия. Впрочем, исследователи допускают, что это мог быть не родной брат, а двоюродный.

## Ранние годы и начало карьеры
Марк Туллий Цицерон сообщает, что Публий Сульпиций был «почти ровесником» Гая Аврелия Котты. Предположительно он был младше Гая на несколько месяцев, поскольку Котта выдвинул свою кандидатуру в народные трибуны осенью 91 года до н. э., а «Сульпиций, как думали, собирался искать этой должности на следующий год». Оба они были на 10 лет старше Квинта Гортензия Гортала; из всего этого Ф. Мюнцер делает вывод, что дата рождения Публия Сульпиция — конец 124 года до н. э. По мнению Г. Самнера, существует вероятность того, что Котта родился в 124 году, а Сульпиций — уже в 123.
Свою карьеру Публий Сульпиций начал с судебных речей. Он впервые упоминается в источниках как «совсем подросток», выступавший в суде «по пустячному делу». Существует предположение, что речь идёт о процессе Квинта Сервилия Цепиона, обвинённого в «оскорблении величия римского народа» из-за его действий против хлебного закона Сатурнина во время квестуры. Известно, что защитную речь на этом процессе произнёс лучший оратор эпохи Луций Лициний Красс, занимавший тогда должность консула; возможно, что и Сульпиций был одним из защитников. Меньше чем через год Публий выдвинул обвинение против соратника Сатурнина Гая Норбана, которому инкриминировались пренебрежение трибунским вето и насилие во время суда над отцом Цепиона в 103 году до н. э. Таким образом, Сульпиций выступил в этом процессе в качестве защитника сената. Против Норбана свидетельствовал принцепс сената Марк Эмилий Скавр, но защитником подсудимого стал Марк Антоний Оратор, который отверг показания Скавра и добился оправдательного приговора. Это не помешало римскому обществу высоко оценить обвинительную речь Сульпиция.
Установить точную дату процесса Норбана не представляется возможным, но известно, что Марк Антоний на тот момент уже был цензорием (бывшим цензором) и что действие трактата Цицерона «Об ораторе», в котором эти события упоминаются как давнее дело, происходит в 91 году до н. э. Исходя из этого, большинство исследователей относят процесс к 95—94 годам, а Э. Бэдиан пишет о начале 95 года.
В последующие годы Публий Сульпиций участвовал в ряде других судебных дел. Цицерон причисляет его к шести наиболее востребованным адвокатам Рима 90-х годов до н. э. наряду с Луцием Лицинием Крассом, Марком Антонием Оратором, Луцием Марцием Филиппом, Гаем Аврелием Коттой и Гаем Юлием Цезарем Страбоном Вописком. Правда, из этих шести Публий, по словам Цицерона, был наименее популярен. В 91 году до н. э., когда народный трибун Марк Ливий Друз выступил с программой реформ, предполагавшей расширение сената за счёт включения всадников, переход судов под контроль сенаторов, масштабный раздел земли и предоставление гражданских прав италикам, Публий Сульпиций оказался в числе его сторонников и ближайших друзей. В эту политическую группировку входили также Скавр, Красс, Антоний, оба Квинта Муция Сцеволы — Понтифик и Авгур, Гай Котта, претор Квинт Помпей Руф, квесторий (бывший квестор) Гай Юлий Цезарь Страбон Вописк. Есть мнение, что к числу единомышленников Друза принадлежал и Луций Корнелий Сулла, тогда всего лишь преторий (бывший претор).
Сторонники гипотезы о патрицианском происхождении Сульпиция предполагают, что именно в 91 году до н. э. Публий решил перейти в плебейское сословие, чтобы стать народным трибуном и в этом качестве продолжить дело своего друга. Первым преемником Друза по трибунату должен был стать Котта (в 90 году), а вторым — Сульпиций (в 89 году). Но реформы встретили мощное сопротивление, все законы Друза были отменены вскоре после их принятия, а Котта проиграл выборы. Марк Ливий же погиб от руки убийцы ещё до конца своего трибунского года, что подтолкнуло италиков к восстанию против Рима.
Враги реформ провели руками одного из трибунов 90 года до н. э., Квинта Вария Севера, закон (Lex Varia), согласно которому подлежали суду те, кто подталкивал римских союзников к восстанию — словом или делом. На основании этого закона начались преследования сторонников Друза; многие из них, включая Гая Котту, были вынуждены удалиться в изгнание, а Скавр, Антоний и Квинт Помпей смогли добиться оправдания. Предположительно Публия Сульпиция тоже подозревали в подстрекательстве союзников, но точной информации об этом нет. Источники сообщают только, что враги реформ пылали по отношению к нему той же ненавистью, что и по отношению к Котте. В любом случае эти события могли повлиять на политическую позицию Сульпиция, сделав его из союзника сената врагом.
В связи с Союзнической войной, начавшейся в конце 91 года до н. э., Аппиан и Павел Орозий упоминают легата по имени Сульпиций. Согласно Аппиану, этот военачальник действовал в 90 году до н. э. против восставших италиков в Пицене. Здесь Сульпиций атаковал с тыла марсов во главе с Титом Лафрением, осаждавших в городе Фирм армию Гнея Помпея Страбона. Некоторое время шла упорная схватка, в которой обе стороны несли большие потери, но Сульпиций приказал поджечь вражеский лагерь, и это решило исход битвы. Лафрений погиб, а остатки его войска укрылись в Аускуле, позже взятом Помпеем. Долгое время существовала гипотеза, что этот Сульпиций — Публий, но после выхода труда К. Цикориуса принято считать, что речь должна идти о Сервии Сульпиции Гальбе.
Орозий рассказывает о легате Помпея Страбона по имени Сульпиций, который в 89 году до н. э. разбил марруцинов и вестинов, а потом «в ходе ужасного сражения у реки Теана» одержал ещё одну большую победу. В этой битве погиб второй предводитель марсов, Квинт Попедий Силон; при этом, по данным Аппиана, Силон был убит в бою с Квинтом Цецилием Метеллом Пием. Эпитоматор Ливия тоже сообщает о легате Сульпиции, который разбил марруцинов и «отбил их область». Предположительно это был будущий народный трибун. Цицерон сообщает без каких-либо уточнений, что легатом во время Союзнической войны Публий Сульпиций в любом случае был, прервав из-за этого свою ораторскую деятельность.

## Личные связи и успехи в красноречии
Основными источниками, рассказывающими о личности Публия Сульпиция и о его значении для ораторского искусства, являются трактаты Марка Туллия Цицерона «Об ораторе» и «Брут». В первом из них действие происходит в начале осени 91 года до н. э.; Сульпиций сам является одним из героев повествования, и суждения о нём автор вложил в уста его собеседников — Красса, Антония и Котты. В «Бруте» Цицерон рассказывает о Сульпиции уже от своего имени. Источниками для автора послужили его собственные воспоминания (в ранней юности он слышал выступления Публия) и воспоминания его ближайшего друга Тита Помпония Аттика, который находился с Сульпицием в свойстве: его двоюродная сестра Аниция была женой брата или кузена Публия, Сервия Сульпиция.
«Если Сульпицию придётся говорить о военном деле, он спросит у нашего свойственника, Гая Мария, и, запасшись у него сведениями, произнесёт такую речь, что самому Гаю Марию покажется, что Сульпиций знает дело едва ли не лучше, чем он сам. Случится ли ему говорить о гражданском праве, он посоветуется с тобой и при всём твоём знании дела и опытности окажется выше тебя в изложении тех самых вопросов, с которыми ты же его познакомил. Если же представится случай говорить о человеческой природе, о пороках, о страстях, об умеренности, о самообладании, о горести, о смерти, то он, если сочтёт нужным, может посоветоваться с Секстом Помпеем, человеком, основательно изучившим философию».
Публий был тесно связан с величайшими ораторами своей эпохи — Крассом и Антонием. Последний впервые услышал его, когда тот «совсем подростком» выступал в суде, и увидел в нём большие способности, а потому дал ему совет «считать форум подготовительной школой» и стать учеником Красса. Сульпиций этому совету последовал. В изображении Цицерона он является преданным спутником и заинтересованным слушателем Луция Лициния, но при этом и с Антонием его связывают дружба и отношения ученика и учителя. Кроме того, Публий был близок с Квинтом Муцием Сцеволой Понтификом, Гаем Марием, Секстом Помпеем (отцом Гнея Помпея Страбона); тесная дружба существовала между ним, Квинтом Помпеем Руфом и Гаем Юлием Цезарем Страбоном Вописком. Одно время Сульпиций «много общался» с Титом Помпонием Аттиком.
Согласно единодушному мнению его старших друзей и оценкам Цицерона, Публий Сульпиций подавал наибольшие надежды среди всех ораторов своего поколения. Марк Антоний так рассказывает о своих впечатлениях от первого услышанного им выступления Публия:

И его голос, и наружность, и осанка, и всё остальное вполне соответствовали тому призванию, о котором мы толкуем; речь его была живой и стремительной — в этом сказывалось его дарование; слог был кипучим и, пожалуй, чересчур словообильным — тут сказывался его возраст.
— Цицерон. Об ораторе, II, 88.
В следующий раз Антоний слышал Публия через год и увидел огромный прогресс: Антоний говорит о «великолепном и блестящем роде речи, напоминавшем самого Красса». Источники признают Сульпиция прирождённым оратором. Его отличали «несравненные внешние данные»: Крассу «не доводилось… слышать никого, кто своими телодвижениями, обликом и видом более соответствовал бы своему призванию и обладал бы более звучным и приятным голосом». В другой книге трактата «Об ораторе» Красс упоминает в числе отличительных черт Публия «неукротимую мощь душевного натиска, сильный и полнозвучный голос, могучее тело, величественные движения и, наконец, великое изобилие важных и веских слов», заключая: «поистине кажется, что сама природа нарочно вооружила его для ораторского поприща».
Сульпиций подражал Крассу, но, по словам Цицерона, проигрывал своему образцу в обаянии; тем не менее вместе с Коттой он стоял намного выше своих ровесников по ораторскому мастерству. Даже спустя тридцать лет Цицерон вспоминал о том впечатлении, которое производили речи Публия на слушателей: «Он выступал так убедительно, так приятно, так кратко, что мог достигать своей речью того, что и благоразумные люди впадали в заблуждение, и того, что у честных людей появлялись менее честные взгляды».
Подобно Марку Антонию, Сульпиций не был сведущ в науках и не занимался систематическим расширением своих познаний, черпая из источников необходимую ему информацию от случая к случаю. Он не придавал большого значения письменной работе над своими речами ни до их произнесения, ни после него; Цицерон сам слышал от Публия, что тот «писать не умел и не любил». В результате не сохранился текст ни одного его выступления. В 40-е годы до н. э., когда был написан трактат «Брут», в Риме имели хождение речи, подписанные именем Сульпиция, но это был апокриф, созданный Публием Кануцием.
В итоге Публий Сульпиций занял свою первую (и ставшую единственной) магистратуру в конце 89 года до н. э., будучи человеком «влиятельным благодаря богатству, дружеским связям, силе таланта, а также духа».

## Трибунат

### Начало политической борьбы
Трибунский год Публия Сульпиция начался 10 декабря 89 года до н. э. Информация о последовавших за этим бурных событиях крайне скудна и противоречива из-за дефицита источников: «История» Луция Корнелия Сизенны и воспоминания Луция Корнелия Суллы, в которых события 88 года предположительно были одной из центральных тем, сохранились только в виде небольших фрагментов, а другие историки оставили совсем мало информации о Публии Сульпиции.
Известно, что свою деятельность в качестве народного трибуна Публий Сульпиций начал со вмешательства в ход консульских выборов. Одному из консулов 88 года до н. э. предстояло вести войну с царём Понта Митридатом, только что оккупировавшим провинцию Азия, и это сделало борьбу за магистратуру особенно драматичной. Начинавшаяся война не казалась особенно трудной, но сулила полководцу славу, добычу и симпатию со стороны римских деловых кругов. Из-за гибели одного консула 89 года до н. э. и задержки другого на театре военных действий выборы состоялись позже, чем обычно, — после 25 декабря. Свои кандидатуры выдвинули Луций Корнелий Сулла (он отличился в ходе прошедшей военной кампании и заручился поддержкой влиятельного семейства Метеллов) и его политический союзник Квинт Помпей Руф. Кроме того, отдельные источники сообщают о претензиях на консулат Гнея Помпея Страбона (но Веллей Патеркул мог ошибиться) и Гая Мария; мнения исследователей относительно существования последней кандидатуры расходятся — есть как сторонники этой теории, так и авторы, её отвергающие. Кроме того, соискателем консулата стал Гай Юлий Цезарь Страбон Вописк, прославленный оратор, который ещё не занимал обязательную для кандидата должность претора, но зато мог получить поддержку от своих старших братьев Луция Юлия Цезаря и Квинта Лутация Катула, а также от Марка Антония.
Сульпиций, несмотря на былую дружбу, выступил против Гая Юлия, получив поддержку от одного из своих коллег, Публия Антистия. Трибуны настаивали на том, что нельзя получить консулат, не пройдя промежуточную стадию претуры; при этом Цицерон сообщает, что «доводы Антистия оказались многочисленнее и тоньше». И у Цезаря, и у трибунов были многочисленные сторонники, между которыми начались уличные столкновения. В источниках упоминается некто Помпоний, который хвалился раной в лицо, полученной им в одной из таких стычек, и которому Гай Юлий дал саркастичный совет: «Когда убегаешь, ни в коем случае не оглядывайся». Асконий Педиан назвал эти столкновения «причиной гражданской войны». В конце концов Цезарь проиграл выборы, и консулами стали Сулла и Помпей.
Источники не сообщают, в чьих интересах действовал Сульпиций, встав на пути Цезаря Страбона. При этом в одной из речей Цицерона говорится, что после этой победы «веяние благосклонности народа увлекло» трибуна «дальше, чем сам Сульпиций хотел», а в трактате «О дружбе» упоминается разрыв отношений между Публием и Помпеем Руфом, произошедший после избрания последнего консулом. Разрыв этот «вызвал всеобщее изумление и сожаление», и с этого момента Сульпиций «смертельно ненавидел» Помпея.
В историографии эти данные источников вызвали обширную дискуссию. Многие учёные разделяют мнение, что трибун поддерживал во время выборов своего второго друга, Квинта Помпея Руфа, а точнее — его союзника Суллу, поскольку Цезарь Страбон конкурировал именно с последним за место консула-патриция. Так, А. Кивни пишет, что сразу после раскола друзианской «партии» Сульпиций примкнул к политической группировке, которую возглавили Помпей и Сулла. Трибун помог этим двоим получить консулат и ждал, что они в качестве ответной услуги поддержат его законопроект, касавшийся новых граждан и продолжавший политику Друза. Получив отказ, Публий Сульпиций немедленно разорвал этот союз и пошёл на сближение с врагом Суллы Гаем Марием, которому тайно пообещал командование в Митридатовой войне в обмен на поддержку в народном собрании со стороны его ветеранов; таким образом, он пошёл по пути Сатурнина. Для трибуна разрыв с консулами означал и вражду с сенатом; Сульпиций превращался в популяра и главу антисенатской оппозиции, а его опорой в этой ситуации становились всадники. Согласно гипотезе Э. Бэдиана, трибун заключил союз с Марием уже после отказа сената одобрить его законопроекты.
Существует и альтернативная версия, согласно которой политическая позиция Сульпиция во время трибуната не менялась. А. Короленков в специальной статье доказывает, что не было противостояния трибуна и сената. Р. Лапырёнок предположил, что Публий стал союзником Мария ещё до своего избрания трибуном, а может быть, даже до перехода в плебеи. Соответственно с Цезарем Страбоном он боролся не ради дружбы с нобилитетом, а защищая Закон Виллия («из наилучших побуждений», как пишет Цицерон), и в дальнейшем смена командующего в Митридатовой войне была главной его целью. Италийская же проблема Сульпиция не интересовала: римские политики, включая Гракхов и Друза, начинали разрабатывать эту тему только в случае поражений, причём это была своеобразная «социальная демагогия».

### Законопроекты Сульпиция
Наиболее полный, хотя и короткий, рассказ о законодательных инициативах Публия Сульпиция сохранился в составе периохи книги 77 «Истории Рима от основания города» Тита Ливия:

Народный трибун Публий Сульпиций по наущению Гая Мария предлагает пагубные законы: вернуть изгнанников, распределить новых граждан и вольноотпущенников по (всем) трибам, а Гая Мария отправить главноначальником против Митридата, царя понтийского.
— Тит Ливий. Периохи, 77.
Кроме того, Плутарх упоминает закон, согласно которому сенаторам запрещалось иметь долги общим объёмом больше двух тысяч драхм (или двух тысяч денариев). Хронология всех этих инициатив не вполне ясна за одним исключением: исследователи уверены, что законопроект о командовании в войне с Митридатом был внесён существенно позже трёх остальных.
Закон о долгах сенаторов (lex Sulpicia de aere alieno senatorum) мог быть принят как вместе с законами об изгнанниках и «новых гражданах», так и отдельно (тот факт, что он не упоминается эпитоматором Ливия, говорит в пользу второго варианта). В историографии высказывались гипотезы, что эта инициатива была антисенатской. Сам факт её выдвижения может говорить о «чрезмерной задолженности сенаторов»; с помощью этого закона Сульпиций мог рассчитывать полностью обновить состав сената или нанести точечный удар по Сулле, который наверняка понёс большие затраты в ходе избирательной кампании (правда, последняя гипотеза поставлена под сомнение). В то же время некоторые исследователи обращают внимание на отсутствие в источнике уточнений о том, вводилось ли правило для действующих сенаторов или для будущих; к тому же Плутарх не утверждает, что должники подлежали исключению из сената.
Второй законопроект Публия Сульпиция предполагал разрешение вернуться для тех изгнанников, которые были осуждены в соответствии с законом Вария (среди них был, в частности, Гай Аврелий Котта), либо для соратников Сатурнина. Но главной инициативой трибуна на тот момент стал законопроект, касавшийся избирательной системы. В ходе Союзнической войны большая часть италиков получила право на римское гражданство (сначала это были те, кто воздержался от восстания, потом к ним добавились восставшие, которые сложили оружие в течение определённого срока). Но всех этих людей предполагалось включить в 8 или 10 триб, которые голосовали последними. Поскольку каждая из 35 триб имела всего один голос, на практике это означало, что влияние новых граждан на политику будет минимальным. Сульпиций предложил распределить италиков равномерно по всем трибам, таким образом наделив их реальным правом голоса; это могло радикально изменить ситуацию в народном собрании. Кроме того, его законопроект (возможно, это была отдельная инициатива — lex de libertinorum suffragiis) предполагал распределение по всем трибам вольноотпущенников. А. Короленков видит здесь «перекличку» с законом Марка Эмилия Скавра, принятым в 115 году до н. э.; правда, Э. Клебс пишет, что о законе Эмилия по сути ничего не известно. Некоторые историки предполагают, что закон относительно вольноотпущенников был принят позже других, но А. Кивни считает, что Сульпиций предложил эту меру вместе с остальными, чтобы как можно раньше заручиться поддержкой либертинов.
Понимая, что эти законопроекты встретят серьёзное сопротивление, и оценив благодаря противостоянию с Цезарем Страбоном эффективность уличной борьбы, Публий Сульпиций, согласно Плутарху, сформировал отряд из трёх тысяч преданных ему людей, вооружённых мечами. Кроме того, у него была личная охрана из шестисот молодых людей всаднического сословия, которых он называл «антисенатом». Истинность этих сообщений греческого историка оспаривается в историографии: так, А Короленков обратил внимание на слова Аппиана о том, что в уличных стычках применялись только дубины и камни, но не мечи. Относительно «антисената» существует компромиссное мнение, что такое название трибун употреблял в шутку.

### Сульпиций и Сулла
Законопроекты Публия встретили ожесточённое сопротивление. По словам Аппиана, все «старые граждане» объединились против «новых»; одни исследователи с этим согласны, другие настаивают на неоднородности римского плебса и на том, что часть его могла поддержать реформы, а часть — действительно выступить против, либо из вражды к италикам, либо за плату от врагов трибуна. Решительными противниками реформ оказались, несмотря на недавнее сотрудничество с Сульпицием, оба консула, поддержанные частью сенаторов; точной информации об их мотивах в источниках нет. В Риме накануне голосования по законопроектам начались уличные столкновения, и тогда Сулла и Помпей объявили неприсутственные дни, чтобы «отсрочить голосование законопроекта и ожидаемого в связи с ним бедствия». Либо они хотели избежать новых беспорядков, либо боялись, что исход народного волеизъявления будет в пользу трибуна.
Публия Сульпиция такое положение дел не устраивало. В эти дни он, по словам Цицерона, ежедневно выступал на народных сходках; однажды, когда консулы собрали свою сходку на Форуме, у храма Диоскуров, трибун привёл туда своих сторонников со спрятанными под одеждой кинжалами (есть гипотеза, что это были ветераны Мария) и потребовал от Суллы и Помпея, чтобы они отменили неприсутственные дни. В начавшейся схватке был убит сын Помпея (и зять Суллы) «за то, что он в своей речи говорил слишком свободно». Консулы же спаслись бегством, причём Сулле пришлось укрыться в доме Мария. Предположительно только после этого Сулла узнал о существовании союза между Марием и Сульпицием, но остался в неведении относительно главного условия — о командовании в Митридатовой войне; он предполагал, что Марий поддержал трибуна только ради улучшения положения италиков. В переговорах со своим старым соперником консулу пришлось уступить и отменить неприсутственные дни. Затем Сулла спешно уехал к своей армии в Нолу, намереваясь как можно скорее отправиться на Балканы, на войну.
Публий Сульпиций воспользовался ситуацией, чтобы выставить на голосование свои законопроекты и получить одобрение народа. К старым инициативам неожиданно для всех добавилась ещё одна — о предоставлении Марию проконсульского империя и командования в войне с Митридатом; под начало Мария должна была перейти и армия, стоявшая под Нолой.

Для… Суллы это была катастрофа — все надежды на блестящее будущее рушились. Можно себе представить, какая ярость охватила его. Он с таким трудом достиг славы и почёта, добился консулата, о котором не мечтали его отец, дед, прадед, прославил себя громкими победами, и вот теперь, когда он стоит на пороге величайшего свершения, выживший из ума старик, которому мало шести консулатов и двух триумфов, хочет отнять у него законный трофей… А с ним ещё наглый трибун, возомнивший себя новым Гракхом или Сатурнином.
— Короленков А., Смыков Е. Сулла. М.: Молодая гвардия, 2007. С. 176.
Считая, что с ним поступили несправедливо, Сулла фактически подтолкнул свою армию к мятежу и повёл её на Рим — впервые в истории Республики. Солдаты и центурионы были уверены благодаря своему командующему, что Сульпиций совершил беззаконие, лишая Суллу полномочий, и что Марий наберёт для войны новую армию, которой достанутся вся слава и добыча. У офицеров-аристократов была иная позиция, и все они за исключением одного квестора (предположительно это был Луций Лициний Лукулл) оставили Суллу и уехали в Рим. Зато к Луцию Корнелию присоединился его коллега, Квинт Помпей Руф.
Для Сульпиция и Мария мятеж Суллы стал полной неожиданностью. Они не сразу смогли поверить в то, что консулы действительно подняли оружие против родного города; а поверив, начали лихорадочно готовиться к отражению угрозы. Сенат тем временем направил к Сулле ряд посольств, чтобы узнать, каковы его цели, и попытаться избежать гражданской войны. Первому посольству Сулла заявил, что идёт «освободить родину от тиранов»; второму и третьему он сказал то же самое, но третьему добавил, что готов встретиться на Марсовом поле с сенатом, Сульпицием и Марием. Наконец, четвёртое посольство было направлено самими Публием и Гаем («как бы по поручению сената») с просьбой не располагаться лагерем ближе, чем в сорока стадиях от города.
Плутарх утверждает, что в этой ситуации сенат действовал под давлением Сульпиция и Мария, и многие историки с ним согласны. В то же время А. Кивни видит доказательство определённой независимости сената в истории с Марком Антонием Оратором. Этот нобиль, согласно схолиям к Лукану, предложил разоружиться обеим сторонам начинавшейся гражданской войны. Прозвучав с формально нейтральных позиций, это предложение было явно в интересах Сульпиция и Мария, у которых не было каких-либо организованных вооружённых сил, но последствий не имело: не обращая внимания на мнение сената, консулы заняли Эсквилинские и Коллинские ворота и ввели войска в Рим.
Сульпиций и Марий успели сформировать вооружённые отряды, с которыми приняли бой на Эсквилине. Поддержанные горожанами, они сопротивлялись столь яростно, что смогли остановить врага. Луций Анней Флор пишет, что Сульпиций сражался совместно с претором Публием Альбинованом; Орозий в связи с этими событиями называет Публия по ошибке «коллегой Мария». В конце концов Сулла направил часть своих войск в глубокий обход по Субуранской дороге, и Сульпиций с Марием отступили. Они призвали рабов себе на помощь, обещая каждому свободу, но на этот призыв никто не откликнулся (возможно, этот эпизод — вымысел сулланской пропаганды); после этого и Сульпиций, и Марий бежали из города.

### Гибель
На следующий день после взятия Рима Сулла выступил перед сенаторами и предложил объявить «врагами» (hostes) Публия Сульпиция и Гая Мария, а также Мария-младшего, Публия Корнелия Цетега, Публия Альбинована, Марка Летория, Гнея и Квинта Граниев, одного из Юниев Брутов (речь может идти о Марке Юнии Бруте, Дециме Юнии Бруте или Луции Юнии Бруте Дамасиппе) и ещё троих. В историографии этот список предположительно дополняют именами Марка Мария, его приёмного сына Марка Мария Гратидиана, Гнея Папирия Карбона, Квинта Рубрия Варрона. Предложение было беспрецедентным: «враг» объявлялся вне закона, и его можно было безнаказанно убить, а его имущество подлежало конфискации; между тем Сульпиций и прочие уже удалились в изгнание, так что о каком-либо дополнительном наказании в соответствии с традиционным римским правом уже не могло быть и речи.
Тем не менее из всех сенаторов заявил протест только один — Квинт Муций Сцевола Авгур, вставший на защиту своего свойственника Мария. Сенат утвердил предложение Суллы, а следом за ним то же сделало и народное собрание, после чего за беглецами была отправлена погоня. Одиннадцать человек из двенадцати смогли спастись благодаря бегству; единственным исключением стал Публий Сульпиций. Он укрылся в своём имении под Лаврентом, но его выдал собственный раб. В награду за «услугу государству» Сулла сделал раба свободным, а в наказание за предательство хозяина приказал сбросить его с Тарпейской скалы. Сульпиций был «вытащен и зарезан» в Лаврентийских болотах. Его отрубленную голову выставили на рострах в Риме «как предвестие неминуемых проскрипций».
Все законы Сульпиция были отменены на том основании, что принимались они под силовым давлением. Впрочем, уже через год союзники Публия взяли в свою очередь Рим и опять распределили «новых граждан» по всем трибам. Месть за Сульпиция стала важным мотивом марианцев при развязывании террора против сенатской аристократии.

## Потомки
Сыном Публия Сульпиция был, предположительно, цензор 42 года до н. э. того же имени, который мог быть женат на дочери Гая Юлия Цезаря Страбона Вописка.

## Оценки

### В источниках
Марк Туллий Цицерон, который в юности видел выступления Сульпиция, дал ему очень благосклонную характеристику как мастеру красноречия и сделал одним из персонажей диалога «Об ораторе». В речи «Об ответах гаруспиков» он причисляет Сульпиция к популярам наряду с Гракхами и Сатурнином, но оправдывает его тем, что представители сенатской аристократии причинили ему обиду. Этим Сульпиций, по мнению Цицерона, выгодно отличался от Публия Клодия. Тем не менее, будучи консерватором, Цицерон всю жизнь считал разгром и убийство Сульпиция похвальным делом.
В крайне негативных тонах изобразил Сульпиция Плутарх. Предположительно речь идёт о «пропагандистском преувеличении», перекочевавшем в «Сравнительные жизнеописания» из воспоминаний Суллы. Существует предположение, что к этому источнику восходит вся восьмая глава плутарховой биографии диктатора, где речь идёт о Публии Сульпиции. В этой главе Плутарх пишет:

Марий… заручился поддержкой народного трибуна Сульпиция, человека, не знавшего себе равных в самых гнусных пороках, так что не стоило и задаваться вопросом, кого он превосходит испорченностью: можно было спрашивать только, в чём он испорченнее самого себя. Жестокость, дерзость и жадность делали его нечувствительным к позору и способным на любую мерзость: ведь это он, поставив посреди форума стол, не таясь, подсчитывал деньги, вырученные от продажи вольноотпущенникам и пришлым прав римского гражданства.
— Плутарх. Сулла, 8.
Кроме того, Плутарх пишет, будто Сульпиций оставил после себя долгов на три миллиона денариев и будто он восхищался Луцием Аппулеем Сатурнином «и во всём подражал ему, упрекая последнего лишь за нерешительность и медлительность».
Эпитоматор Ливия называет законы Сульпиция «пагубными»; согласно его версии, все эти законы были предложены трибуном «по наущению» Мария. Гай Веллей Патеркул пишет, что Сульпиций, «красноречивый, энергичный, влиятельный благодаря богатству, дружеским связям, силе таланта, а также духа, ранее стремившийся справедливыми намерениями добиться у народа наивысших почестей, как бы раскаиваясь в своём достойном поведении и поняв, что хорошие поступки служат ему во зло, свернул на ложный путь и связался с Марием». Исследователи отмечают, что для Патеркула это стандартный пассаж о политике-популяре: примерно в тех же выражениях он писал о Гракхах и о Сатурнине.

### В историографии
Т. Моммзен предположил, что выступление Сульпиция было одним из эпизодов борьбы «демократического большинства» против «аристократического меньшинства». При этом выступление Сульпиция против сената было обусловлено случайными причинами и стало полной неожиданностью. В этом трибуне Моммзен видит продолжателя дела Друза — и по направлению реформ, и по политическому стилю: он точно так же пытался «примирить непримиримое», проведя конституционным путём реформы, которых не хотела существенная часть общества; при этом реформы фактически были в интересах консервативной «партии». Немецкий историк видит отличие в том, что Друз опирался на сенатское большинство, а Сульпиций с этим большинством порвал и прибег к демагогическим способам политической борьбы.
А. Кивни тоже уверен в тесной связи программы Сульпиция с программой Друза; в отличие от последнего Публий, согласно Кивни, действовал как безусловный популяр. К популярам с точки зрения стиля политической борьбы относит этого трибуна и Г. Альфёльди. При этом звучат мнения о том, что Сульпиций оставался сторонником сенатской республики и что информация в источниках о его конфликте с сенатом — тенденциозное преувеличение. Р. В. Лапырёнок считает, что говорить о какой-либо преемственности Сульпиция по отношению к Друзу нельзя, так как политические предложения последнего были реализованы в годы Союзнической войны.
В историографии ведётся дискуссия о том, Марий ли «предал себя в руки Сульпиция» или наоборот. Чаще встречается версия об использовании Марием Сульпиция. Но Моммзен считал, что Сульпиций использовал Мария в своих целях, будучи уверен в его полной политической бездарности. Э. Бэдиан полагает, что Сульпиция заставила присоединиться к Марию dolor («печаль», «скорбь») из-за предательства сенатской аристократии, не поддержавшей его реформы; в этом смысле историк ставит Публия в один ряд с Квинтом Сервилием Цепионом, который порвал с сенатом, не поддержавшим его в конфликте с Друзом. «Поскольку дорога была уже проторена Цепионом, Сульпиций сделал это гораздо быстрее и решительнее».
Исследователи согласны, что вне зависимости от того, кто был инициатором, попытка смены командующего в Митридатовой войне оказалась авантюрой и привела к кровопролитной гражданской распре.